# Nephrotoma tripartita
Nephrotoma tripartita är en tvåvingeart som först beskrevs av Walker 1861.  Nephrotoma tripartita ingår i släktet Nephrotoma och familjen storharkrankar. Inga underarter finns listade i Catalogue of Life.